# Federación Filipina de Fútbol
La Federación Filipina de Fútbol, es el órgano rector del fútbol filipino, se fundó en 1907, en 1930 se afilió a la FIFA; y, en 1954 a la AFC. Su sede se ubica en Pásig, Filipinas.